# Гарбор-Гіллс (Огайо)
Гарбор-Гіллс (англ. Harbor Hills) — переписна місцевість (CDP) в США, в окрузі Лікінґ штату Огайо. Населення — 1565 осіб (2020).

## Географія
Гарбор-Гіллс розташований за координатами 39°56′16″ пн. ш. 82°26′4″ зх. д. / 39.93778° пн. ш. 82.43444° зх. д. (39.937661, -82.434415).  За даними Бюро перепису населення США в 2010 році переписна місцевість мала площу 9,05 км², з яких 7,16 км² — суходіл та 1,89 км² — водойми.

## Демографія
Згідно з переписом 2010 року, у переписній місцевості мешкало 1509 осіб у 670 домогосподарствах у складі 461 родини. Густота населення становила 167 осіб/км².  Було 833 помешкання (92/км²).
Расовий склад населення:
| - 98,6 % — білих - 0,3 % — чорних або афроамериканців - 0,1 % — корінних американців - 0,1 % — азіатів |

До двох чи більше рас належало 0,9 %. Частка іспаномовних становила 0,7 % від усіх жителів.
За віковим діапазоном населення розподілялося таким чином: 17,2 % — особи молодші 18 років, 60,5 % — особи у віці 18—64 років, 22,3 % — особи у віці 65 років та старші. Медіана віку мешканця становила 49,9 року. На 100 осіб жіночої статі у переписній місцевості припадало 101,7 чоловіків;  на 100 жінок у віці від 18 років та старших — 99,0 чоловіків також старших 18 років.
Середній дохід на одне домашнє господарство  становив 70 906 доларів США (медіана — 58 477), а середній дохід на одну сім'ю — 83 118 доларів (медіана — 67 561). За межею бідності перебувало 15,1 % осіб, у тому числі 33,6 % дітей у віці до 18 років та 0,0 % осіб у віці 65 років та старших.
Цивільне працевлаштоване населення становило 557 осіб. Основні галузі зайнятості: освіта, охорона здоров'я та соціальна допомога — 30,2 %, роздрібна торгівля — 14,5 %, виробництво — 11,1 %, фінанси, страхування та нерухомість — 9,7 %.